# Бруно Саммартіно
Бру́но Леопо́льдо Франче́ско Саммартіно (англ. Bruno Leopoldo Francesco Sammartino, нар. 6 жовтня 1935 — пом. 18 квітня 2018) — італійсько-американський професійний реслер. Закінчив кар'єру в 1987 році. Відомий, як найдовготриваліший чемпіон World Wrestling Federation (11 років), також відомий найтривалішим володінням титулу WWF Championship в історії реслінгу (7 років).
Його стиль, сила і особиста харизма допомогли йому стати найпопулярнішим американським реслером 1960-х і 70-х років.

## Ранні роки
Бруно Саммартіно народився в місті Піццоферрато італійського регіону Абруццо. Ще в ранньому дитинстві він захопився реслінгом і почав тренуватися. Будучи підлітком, він емігрував до Піттсбургу, США (де вже жив його батько) і почав займатися боксом і важкою атлетикою.
У 1959 році Бруно вирішив спробувати себе в професійному реслінгу. Після завершення тренувань він дебютував 17 грудня того ж року в місцевому Пітсбурзькому промоушні. Незабаром він став дуже популярним, а в 1962 році йому і Біллі Вотсону вдалося виграти престижний титул Міжнародних командних чемпіонів NWA.
У 1967 році йому в команді зі Спіросом Аріоном вдалося виграти командні титули США WWWF і стати дворазовим чемпіоном (при цьому Саммартіно і Аріон стали останніми командними чемпіонами США в історії WWWF, оскільки вже через кілька днів після їх перемоги титул припинив існування).
Саммартіно, захищаючи своє світове чемпіонство, виступав по всьому світу — він добрався до Австралії, Іспанії, Мексики та Японії. У цей час Бруно навіть удостоївся аудієнції у Папи Римського у Ватикані.

## Особисте життя
Бруно одружений, має двох синів: Давида і близнюків Деріла і Денні. Він і його дружина Керол з 1965 року живуть у Росс Тауншип, округ Аллегейні недалеко від Піттсбурга.

## У реслінгу
- Фінішери
  - Bearhug
  - Hammerlock
  - Pendulum backbreaker
- Коронні прийоми
  - Armbar
  - Arm drag
  - Belly to back suplex
  - Body slam
  - Dropkick
  - Full nelson
  - Hip toss
  - Multiple jabs to the opponent's midsection
  - Running big boot
  - Running high knee
  - Shoulder block
- Прізвиська
  - «The Living Legend» («Жива Легенда»)
  - «The Italian Superman» («Італійська суперлюдина»)

## Титули та нагороди
- - Чемпіон Північної Америки WWC;
  - Чемпіон WWE у важкій вазі (х2);
  - Командний Чемпіон WWA (Індіана);
  - Міжнаціональний командний Чемпіон WWWF (з Денуччі);
  - Командний Чемпіон США WWWF (з Аріон);
  - Чемпіон США NWA (Торонто);
  - Міжнаціональний командний Чемпіон NWA (Торонто)